# Asil de l'Esperit Sant
L'Asil de l'Esperit Sant és una obra de Tarragona protegida com a Bé Cultural d'Interès Local.

## Descripció
Edifici amb dos pisos d'alçada - l'entrada és al primer- i golfa amb façana al carrer Portal del Carro. Pel carrer Puig de Pallars es veuen quatre pisos d'alçada.

## Història
Al carrer Portal del Carro, el 12 d'abril de 1877, s'establí la comunitat de les Germanetes dels pobres on era l'antiga casa Alemany.
El juliol del 1879 es col·locà la primera pedra del nou convent -fou inaugurat el 1881- als afores de la ciutat.
Després, essent desallotjada la casa Alemany, s'instal·là el denominat "Asil de l'Esperit Sant" -monges oblates-. Aquest, fou ensorrat i, el 1907, reedificat. Ocupa, actualment, bona part del costat esquerre del carrer Portal del Carro, arribant més a baix de l'arc de l'escorxador.